# Associazione Calcio Milan em competições internacionais
{{subst:PE}}
O AC Milan é o clube italiano mais vencedor em competições internacionais. Os rubro-negros de Milão já venceram sete Liga dos Campeões da UEFA, duas Recopas, quatro Supercopas Européias , três Copas Intercontinentais e uma copa do mundo de clubes.

## Liga dos Campeões da UEFA
O Milan é o clube italiano com maior sucesso na Copa dos Campeões da Europa. É também a segunda equipe com mais conquistas na competição continental, com 7 taças (1962/1963, 1968/1969, 1988/1989, 1989/1990, 1993/1994, 2002/2003, 2006/2007).

### Era 1955-69
Foi a primeira época gloriosa para o Milan, que neste período de 14 anos chegou a três finais e ganhou duas.
1955/56
Na primeira participação do Milan na Copa dos Campeões, o clube italiano chegou até as semifinais contra o Real Madrid. Na primeira partida, na Espanha, o clube merengue goleou os italianos por 4x2. No segundo jogo, o Milan venceu os espanhóis, por 2 a 1, resultado que deixou os rubro-negros de fora da grande decisão.
| Primeira fase    | FC Saarbrücken | ALE | 3-4 4-1 |
| Quartas-de-final | SK Rapid Viena | AUT | 1-1 7-2 |
| Semifinal        | Real Madrid    | ESP | 2-4 2-1 |

1957/58
Com uma bela campanha, o Milan alcançou a final da competição pela primeira vez. Mas a equipe milanista teve o azar de cruzar com o Real Madrid novamente. O clube espanhol foi um dos maiores esquadrões do século XX, com atletas do como Alfredo Di Stefano, Ferenc Puskas, Raymond Kopa e Francisco Gento. A grande final aconteceu no Heysel Stadium, em Bruxelas (Bélgica), com um total de 67 mil presentes,, no dia 28 de maio de 1958. No tempo normal, o Milan esteve duas vezes a frente (com gols de Schiaffino aos 69' e Grillo aos 78'), mas os merengues empataram duas vezes (Di Stefano aos 74' e Rial aos 79'). Na prorrogação, Gento (aos 107') fez o gol do terceiro título europeu para o clube espanhol.
| Primeira fase    | SK Rapid Viena    | AUT | 4-1 2-5 4-2 |
| Segunda fase     | Rangers           | ESC | 4-1 2-0     |
| Quartas-de-final | Borussia Dortmund | ALE | 1-1 4-1     |
| Semifinal        | Manchester United | ING | 1-2 4-0     |

- Final: Real Madrid (ESP) 2-3 (tempo extra)

Schiaffino  69', Di Stefano  74', Grillo  78', Rial  79' e Gento  107'

Equipe do Milan: Soldan; Fontana, Cesare Maldini, Beraldo; Bergamaschi, Radice;
Danova, Liedholm, Schiaffino, Grillo, Cucchiaroni.
Técnico: Gipo Viani

1959/60
Em sua terceira Copa dos Campeões, foi precocemente eliminado. Os rubro-negros caíram diante do FC Barcelona, dos jogadores da Seleção Húngara de Futebol Zoltán Czibor, Sándor Kocsis e László Kubala, com duas goleadas na Primeira Fase.
| Fase preliminar | Olympiakos CFP | GRE | 2-2 3-1 |
| Primeira fase   | FC Barcelona   | ESP | 0-2 1-5 |

1962/63
A primeira taça europeía para os milanistas viria nesta temporada. O Milan não teve problemas para chegar à grande final, contra o SL Benfica, atual bicampeão europeu na época. O duelo foi realizado no Estádio de Wembley (Londres), no dia 22 de maio de 1963, com cerca de 45 mil espectadores presentes. O Benfica abriu o placar com Eusébio (aos 19min). Mas o brasileiro Altafini brilhou, fazendo os dois gols da virada italiana (aos 58 e 70min). Altafini também foi o artilheiro da competição, com 14 gols (oito deles feitos US Luxembourg).
| Primeira fase    | US Luxembourg   | LUX | 8-0 6-0 |
| Segunda fase     | Ipswich Town FC | ING | 3-0 1-2 |
| Quartas-de-final | Galatasaray SK  | TUR | 3-1 5-0 |
| Semifinal        | Dundee FC       | ESC | 5-1 0-1 |

- Final: SL Benfica (POR) 2-1

Eusebio  19' e Altafini  58',  70'
Equipe do Milan: Ghezzi; David, Maldini, Trebbi; Benitez, Trapattoni;
Pivatelli, Sani, Altafini, Rivera, Mora.
Técnico: Rocco
1963/64
O Milan jogou a Copa dos Campeões da temporada seguinte na condição de atual campeão europeu. O clube classificou-se diretamente para a segunda fase. Mas mais uma vez, os rossoneri cairiam em uma fase eliminatória diante do Real Madrid. No jogo de ida, o clube italiano perdeu por 4 a 1. Na partida de volta, venceu por 2 a 0 e acabou eliminado.
| Segunda fase     | IFK Norrköping | SUE | 1-1 5-2 |
| Quartas-de-final | Real Madrid    | ESP | 1-4 2-0 |

1968/69
O segundo título continental veio cinco anos depois. Até as semifinais, o Milan não teve muito trabalho, até enfrentar o Manchester United, campeão europeu na temporada anterior. No San Siro uma vitória por 2 a 0 e no Old Trafford uma derrota por 0 a 1. Com estes resultados, o Milan chegou a sua terceira final na Copa dos Campeões. O duelo pelo título europeu seria contra o Ajax, de Johan Cruijff, uma equipe em ascensão na época. A final aconteceu no Estádio Santiago Bernabeu, em Madrid, no dia 28 de maio de 1969, com um público total de 31 mil espectadores. No jogo, pesaram a inexperiência do clube holandês em um dia inspirado de Pierino Prati. O jogador marcou duas vezes para o Milan no primeiro tempo (aos 7 e 40 min). Vasovic, de pênalti, diminui (aos 60 min). Sormani (aos 67min) e Prati (aos 75min) encerraram o placar em 4 a 1 para o clube italiano, que conquistava assim seu segundo campeonato na Europa.
| Primeira fase    | Malmö FF          | SUE | 1-2 4-1 |
| Segunda fase     | não disputou      |     |         |
| Quartas-de-final | Glasgow Celtic    | ESC | 0-0 1-0 |
| Semifinal        | Manchester United | ING | 2-0 0-1 |

- Final:  Ajax (HOL) 4-1

Prati  7',  40' e  75', Vasovic  60' (pen) e Sormani  67'
Equipe do Milan: Cudicini; Malatrasi, Anquilletti, Schnellinger, Rosato, Trappattoni;
Lodetti, Gianni Rivera; Hamrin, Sormani, Pierino Prati.
Técnico: Rocco.

### Era 1970-88
Durante os dezoito anos seguintes, o Milan disputou apenas duas vezes a Copa dos Campeões. Não conseguindo ganhá-las.
1969-70
No ano seguinte ao seu segundo título europeu, a equipe rubro-negra caiu logo na segunda fase, ao perder para o Feyenoord.
| Primeira fase | FC Avenir Beggen | LUX | 5-0 3-0 |
| Segunda Fase  | Feyenoord        | HOL | 1-0 0-2 |

1979/80
Dez anos depois da eliminação temporada 1969/70, o Milan voltou a cair nas primeiras fases da competição. Desta vez, o clube italiano foi eliminado logo na primeira fase, diante do Porto.
| Primeira Fase | FC Porto | POR | 0-0 0-1 |

### Era 1989/97
Outro período de glórias para o Milan. O clube chegou a cinco finais e venceu três.
1988/89
Após amargar anos de insucessos da Copa dos Campeões, o Milan voltou a vencer a Europa. Nas semifinais, o clube italiano enfim derrotou o Real Madrid na competição, com um 5 a 0 na segunda partida, no San Siro. A final foi contra a FC Steaua Bucharest, de Hagi, no Estádio Camp Nou (Barcelona), no dia 24 de maio. No estádio, dos 97 mil presentes, estimou-se que 80 mil eram torcedores milanistas. O Milan goleou a equipe romena por 4 a 0, com uma espetacular atuação da dupla holandesa Ruud Gullit e Marco Van Basten. Ambos marcaram duas vezes na partida e coroaram a grande temporada do clube italiano.
| Primeira Fase    | FC Vitosha       | BUL | 2-0 5-2                |
| Segunda fase     | FK Crvena Zvezda | IUG | 1-1 1-1 (4-2 pênaltis) |
| Quartas-de-final | SV Werder Bremen | ALE | 0-0 1-0                |
| Semifinais       | Real Madrid      | ESP | 1-1 5-0                |

- Final: FC Steaua Bucharest (ROM) 4-0

Gullit  17', Van Basten  26', Gullit  38' e Van Basten  36'
Equipe do Milan: G.Galli, Tassotti, Costacurta (F.Galli '74), Franco Baresi, Paolo Maldini; Colombo, Frank Rijkaard,
Carlo Ancelotti, Roberto Donadoni; Ruud Gullit (Virdis '60) e Marco Van Basten.
Técnico: Arrigo Sacchi.
1989/90
| Primeira fase    | HJK Helsinki   | FIN | 4-0 1-0 |
| Segunda fase     | Real Madrid    | ESP | 2-0 0-1 |
| Quartas-de-final | KV Mechelen    | BEL | 0-0 2-0 |
| Semifinais       | Bayern Munique | ALE | 1-0 1-2 |

- Final: (Prater Stadium, Viena), 23 de maio de 1990, 57.500 presentes

SL Benfica (POR) 1-0
Rijkaard  68'
Equipe do Milan: G.Galli; Tassotti, Costacurta, Baresi, Maldini; Colombo (F.Galli '89),
Rijkaard, Ancelotti (Massaro '72), Evani; Gullit, Van Basten.
Técnico: Arrigo Sacchi
1990/91
| Primeira fase    | não disputou        |     |               |
| Segunda fase)    | Club Brugge KV      | BEL | 0-0 1-0       |
| Quartas-de-final | Olympique Marseille | FRA | 1-1 0-3 (W.O) |

- Os holofotes falharam a 2 minutos do fim, com o Marselha vencendo por 1-0. O Milan se recusou a voltar a campo quando a força foi restaurada, partida concedida ao Marselha.

1992/93
| Primeira fase           | SCT Olimpija Ljubljana | ESL | 4-0 3-0 |
| Segunda fase            | Slovan Bratislava      | TCH | 1-0 4-0 |
| Terceira Fase (Grupo B) | IFK Gotëborg           | SUE | 4-0 1-0 |
| Terceira Fase (Grupo B) | PSV Eindhoven          | HOL | 2-1 2-0 |
| Terceira Fase (Grupo B) | FC Porto               | POR | 1-0 1-0 |

- Final: (Olympiastadion, Munique) 26 de maio de 1993 64.400 torcedores
- Olympique Marseille (FRA) 0-1 Boli  44'

Equipe do Milan: Rossi; Tassotti, Maldini, Albertini, Costacurta, Baresi, Lentini, Rijkaard,
Van Basten (Eranio '86), Donadoni (Papin '55), Massaro.
Técnico: Fabio Capello
1993/94
| Primeira fase           | FC Aarau         | SUI | 1-0 0-0 |
| Segunda fase)           | FC Copenhagen    | DIN | 6-0 1-0 |
| Terceira fase (Grupo B) | RSC Anderlecht   | BEL | 0-0 0-0 |
| Terceira fase (Grupo B) | FC Porto         | POR | 3-0 0-0 |
| Terceira fase (Grupo B) | SV Werder Bremen | ALE | 2-1 1-1 |
| Semifinais              | AS Monaco        | FRA | 3-0     |

- Final (Spiros Louis Stadium, Atenas) 18 de maio de 1994 70.000 presentes
- FC Barcelona (ESP) 4-0

Massaro  22',  45', Savicevic  47' e Desailly  59'
Equipe do Milan: Rossi; Tassotti, Panucci, Albertini, Galli, Maldini (Nova '84),
Donadoni, Desailly, Boban, Savicevic, Massaro.
Técnico: Fabio Capello
1994/95
| (Primeira fase (Grupo D) | AFC Ajax            | HOL | 0-2 0-2 |
| (Primeira fase (Grupo D) | SV ÁustriaSalzburgo | AUT | 3-0 0-1 |
| (Primeira fase (Grupo D) | AEK                 | GRE | 0-0 2-0 |
| Quartas-de-final         | SL Benfica          | POR | 2-0 0-0 |
| Semifinais               | Paris Saint-Germain | FRA | 1-0 2-0 |

- Final (Ernst Happel Stadium, Viena), 24 de maio de 1995
- AFC Ajax (HOL) 0-1 Kluivert  85'

Equipe do Milan: Rossi, Panucci, Baresi, Desailly, Maldini, Donadoni, Boban (Lentini '86),
Albertini, Costacurta, Massaro (Eranio 90), Simone.
Técnico: Fabio Capello
1996/97
| (Primeira fase (Grupo D) | FC Porto     | POR | 2-3 1-1 |
| (Primeira fase (Grupo D) | Rosenborg BK | NOR | 4-1 1-2 |
| (Primeira fase (Grupo D) | IFK Göteborg | SUE | 1-2 4-2 |

### Era1999/2005
1999/2000
| Primeira fase (Grupo H) | Chelsea        | ING | 0-0 1-1 |
| Primeira fase (Grupo H) | Galatasaray SK | TUR | 2-1 2-3 |
| Primeira fase (Grupo H) | Hertha Berlim  | ALE | 1-1 1-0 |

2000/01
| Primeira fase (Grupo H) | Besiktas            | TUR | 4-1 2-0 |
| Primeira fase (Grupo H) | Leeds United        | ING | 0-1 1-1 |
| Primeira fase (Grupo H) | FC Barcelona        | ESP | 2-0 3-3 |
| Segunda fase (Grupo B)  | Galatasaray SK      | TUR | 2-2 2-0 |
| Segunda fase (Grupo B)  | Deportivo La Coruña | ESP | 0-1 1-1 |
| Segunda fase (Grupo B)  | Paris Saint-Germain | FRA | 1-1 1-1 |

2002/03
| Fase preliminar         | FC Slovan Liberec   | TCH | 1-0 1-2 |
| Primeira fase (Grupo G) | RC Lens             | FRA | 2-1 1-2 |
| Primeira fase (Grupo G) | Deportivo La Coruña | ESP | 4-0 1-2 |
| Primeira fase (Grupo G) | Bayern München      | ALE | 2-1 2-1 |
| Segunda fase (Grupo C)  | Real Madrid         | ESP | 1-0 3-1 |
| Segunda fase (Grupo C)  | Borussia Dortmund   | ALE | 1-0 0-1 |
| Segunda fase (Grupo C)  | Lokomotiv Moskva    | RUS | 1-0 1-0 |
| Quartas-de-final        | Ajax                | HOL | 0-0 3-2 |
| Semifinais              | Internazionale      | ITA | 0-0 1-1 |

- Final (Old Trafford, Manchester) - 28 de maio de 2003 - 63215 pessoas
- Juventus ITA 0-0 (3-2p)

Pênaltis:
Juventus: Birindelli, Del Piero ; Trezeguet, Zalayeta, Montero 
Milan: Serginho, Nesta, Shevchenko ; Seedorf, Kaladze 
Equipe do Milan: Dida, Alessandro Costacurta (Roque Júnior '66), Alessandro Nesta, Paolo Maldini, Kakha Kaladzhe;
Gennaro Gattuso, Andrea Pirlo, (Serginho '71), Rui Costa (Massimo Ambrosini '87), Clarence Seedorf;
Andriy Shevchenko, Filippo Inzaghi.
Técnico: Carlo Ancelotti
2003/04
| Primeira fase (Grupo H) | AFC Ajax            | HOL | 1-0 0-1 |
| Primeira fase (Grupo H) | RC Celta Vigo       | ESP | 0-0 1-2 |
| Primeira fase (Grupo H) | Club Brugge KV      | BEL | 0-1 1-0 |
| Oitavas-de-final        | AC Sparta Praha     | TCH | 0-0 4-1 |
| Quartas-de-final        | Deportivo La Coruña | ESP | 4-1 0-4 |

2004/05
| Primeira fase (Grupo F) | Shakhtar Donetsk  | UCR | 1-0 4-0 |
| Primeira fase (Grupo F) | Glasgow Celtic    | ESC | 3-1 0-0 |
| Primeira fase (Grupo F) | FC Barcelona      | ESP | 1-0 1-2 |
| Oitavas-de-final        | Manchester United | ING | 1-0 1-0 |
| Quartas-de-final        | Internazionale    | ITA | 2-0 3-0 |
| Semifinal               | PSV Eindhoven     | HOL | 2-0 1-3 |

- Final (Atatürk Olympic Stadium, Istambul) - 25 de maio de 2005 - 60.000 pessoas
- Liverpool FC ING 3-3 (2-3p)

Paolo Maldini  1', Hernán Crespo  38',  43', Steven Gerrard  54', Vladimir Smicer  56', Xabi Alonso  60'
Pênaltis:
Milan: Tomasson, Kaká , Serginho, Pirlo, Shevchenko 
Liverpool: Hamann, Cissé, Smicer , Riise 
Time do Milan: Dida; Cafu, Jaap Stam, Alessandro Nesta, Paolo Maldini; Clarence Seedorf (Serginho '85), Gattuso
(Rui Costa '111), Andrea Pirlo, Kaká; Hernán Crespo (Jon Tomasson 85), Andriy Shevchenko;
Técnico: Carlo Ancelotti.
2005/06
| Primeira fase (Grupo E) | Fenerbahçe SK      | TUR | 3-1 4-0 |
| Primeira fase (Grupo E) | Schalke 04         | ALE | 2-2 3-2 |
| Primeira fase (Grupo E) | PSV Eindhoven      | HOL | 0-0 1-0 |
| Oitavas-de-final        | Bayern München     | ALE | 1-1 4-1 |
| Quartas-de-final        | Olympique Lyonnais | FRA | 0-0 3-1 |
| Semifinal               | FC Barcelona       | ESP | 0-1 0-0 |

2006/07
| Qualificação 3ª pré eliminatória | Crvena Zvezda     | SRB | 1-0 2-1 |
| -------------------------------- | ----------------- | --- | ------- |
| Primeira fase (Grupo H)          | LOSC Lille        | FRA | 0-0 0-2 |
| Primeira fase (Grupo H)          | RSC Anderlecht    | BEL | 1-0 4-1 |
| Primeira fase (Grupo H)          | AEK Atenas        | GRÉ | 0-1 3-0 |
| Oitavas-de-final                 | Celtic FC         | ESC | 0-0 1-0 |
| Quartas-de-final                 | Bayern de Munique | ALE | 2-2 2-0 |
| Semifinal                        | Manchester United | ING | 2-3 3-0 |

Final: Liverpool FC 2-1 (Estádio Olímpico de Atenas, Atenas) - 23 de maio de 2007 - 60.000 pessoas
- Milan: Filippo Inzaghi  45',  82'
- Liverpool: Dirk Kuyt  89'

Time do Milan (4-4-2): Dida; Oddo, Nesta, Maldini, Jankulovski (K. Kaladze 81'); Gattuso, Pirlo, Ambrosini, Seedorf (G. Favalli 92'); Kaká; Inzaghi (A. Gilardino 88');
Técnico Carlo Ancelotti

## Supercopa da UEFA

### 1ª mão
| 23 de novembro de 1989 | Barcelona | 1–1 | Milan                 | Camp Nou, Barcelona |
|                        | Amor 67'  |     | Van Basten 44' (pen.) | Público: 50,000     |

|              |    |                     |  |     |
|              |    |                     |  |     |
| GK           | 1  | Andoni Zubizarreta  |  |     |
| CB           | 5  | Luis Milla          |  |     |
| CB           | 2  | Aloísio             |  |     |
| CB           | 4  | Ronald Koeman       |  |     |
| CB           | 3  | Ricardo Serna       |  |     |
| CM           | 6  | José María Bakero   |  |     |
| RM           | 8  | Eusebio Sacristán   |  |     |
| AM           | 9  | Michael Laudrup     |  |     |
| LM           | 10 | Guillermo Amor      |  |     |
| LF           | 11 | Aitor Beguiristáin  |  |     |
| CF           | 7  | Julio Salinas       |  | 65' |
| Substitutos: |    |                     |  |     |
| DF           | 12 | José Ramón Alexanko |  |     |
| GK           | 13 | Juan Carlos Unzué   |  |     |
| DF           | 14 | Miquel Soler        |  |     |
| FW           | 15 | Onésimo             |  |     |
| MF           | 16 | Roberto Fernández   |  | 65' |
| Treinador:   |    |                     |  |     |
| Johan Cruyff |    |                     |  |     |

|               |    |                       |  |     |
|               |    |                       |  |     |
| GK            | 1  | Giovanni Galli        |  |     |
| CB            | 2  | Mauro Tassotti        |  |     |
| CB            | 4  | Stefano Salvatori     |  |     |
| CB            | 6  | Filippo Galli         |  |     |
| CB            | 3  | Paolo Maldini         |  |     |
| CM            | 5  | Frank Rijkaard        |  |     |
| LM            | 7  | Diego Fuser           |  |     |
| CM            | 11 | Alberigo Evani        |  |     |
| RM            | 8  | Roberto Donadoni      |  | 84' |
| CF            | 10 | Daniele Massaro       |  | 88' |
| CF            | 9  | Marco van Basten      |  |     |
| Substitutos:  |    |                       |  |     |
| GK            | 12 | Andrea Pazzagli       |  |     |
| MF            | 15 | Demetrio Albertini    |  |     |
| MF            | 17 | Christian Lantignotti |  |     |
| MF            | 14 | Giovanni Stroppa      |  | 84' |
| FW            | 16 | Marco Simone          |  | 88' |
| Treinador:    |    |                       |  |     |
| Arrigo Sacchi |    |                       |  |     |

### 2ª mão
| 7 de dezembro de 1989 | Milan     | 1–0 | Barcelona | San Siro, Milão |
|                       | Evani 55' |     |           | Público: 50,000 |

|               |    |                       |  |     |
|               |    |                       |  |     |
| GK            | 1  | Giovanni Galli        |  |     |
| CB            | 2  | Mauro Tassotti        |  |     |
| RB            | 6  | Stefano Carobbi       |  |     |
| CB            | 4  | Alessandro Costacurta |  |     |
| CB            | 3  | Paolo Maldini         |  |     |
| CM            | 5  | Frank Rijkaard        |  |     |
| RM            | 7  | Diego Fuser           |  |     |
| CM            | 11 | Alberigo Evani        |  |     |
| RM            | 8  | Roberto Donadoni      |  |     |
| CF            | 10 | Daniele Massaro       |  | 65' |
| CF            | 9  | Marco van Basten      |  |     |
| Substitutos:  |    |                       |  |     |
| GK            | 12 | Andrea Pazzagli       |  |     |
| MF            | 13 | Stefano Salvatori     |  |     |
| MF            | 14 | Angelo Colombo        |  |     |
| MF            | 15 | Giovanni Stroppa      |  |     |
| FW            | 16 | Marco Simone          |  | 65' |
| Treinador:    |    |                       |  |     |
| Arrigo Sacchi |    |                       |  |     |

|              |    |                          |  |     |
|              |    |                          |  |     |
| GK           | 1  | Andoni Zubizarreta       |  |     |
| RB           | 2  | Luis María López Rekarte |  | 74' |
| LB           | 3  | José Ramón Alexanko      |  |     |
| SW           | 4  | Luis Milla               |  |     |
| CB           | 5  | Ricardo Serna            |  |     |
| CM           | 6  | José María Bakero        |  |     |
| CM           | 7  | Jordi Roura              |  | 10' |
| RF           | 8  | Eusebio Sacristán        |  |     |
| CF           | 9  | Julio Salinas            |  |     |
| AM           | 10 | Roberto Fernández        |  |     |
| LF           | 11 | Aitor Beguiristáin       |  |     |
| Substitutos: |    |                          |  |     |
| DF           | 14 | Urbano Ortega            |  |     |
| GK           | 12 | Juan Carlos Unzué        |  |     |
| DF           | 13 | Miquel Soler             |  | 10' |
| MF           | 15 | Julio Alberto            |  |     |
| FW           | 16 | Onésimo                  |  | 74' |
| Treinador:   |    |                          |  |     |
| Johan Cruyff |    |                          |  |     |

### 1ª mão
| 10 de outubro de 1990 | Sampdoria          | 1–1 | Milan     | Stadio Luigi Ferraris, Genoa |
|                       | Mikhailichenko 31' |     | Evani 39' |                              |

|                |    |                       |  |
|                |    |                       |  |
| GK             | 1  | Gianluca Pagliuca     |  |
| RB             | 2  | Moreno Mannini        |  |
| LB             | 5  | Giovanni Invernizzi   |  |
| CM             | 4  | Fausto Pari           |  |
| CB             | 3  | Marco Lanna           |  |
| CB             | 6  | Luca Pellegrini       |  |
| CM             | 11 | Alexei Mikhailichenko |  |
| RM             | 7  | Attilio Lombardo      |  |
| CF             | 9  | Marco Branca          |  |
| CF             | 10 | Roberto Mancini       |  |
| LM             | 8  | Giuseppe Dossena      |  |
| Substitutos:   |    |                       |  |
| GK             | 12 | Giulio Nuciari        |  |
| DF             | 13 | Giovanni Dall'Igna    |  |
| FW             | 14 | Umberto Calcagno      |  |
| MF             | 15 | Toninho Cerezo        |  |
| Treinador:     |    |                       |  |
| Vujadin Boskov |    |                       |  |

|               |    |                       |  |
|               |    |                       |  |
| GK            | 1  | Andrea Pazzagli       |  |
| RB            | 2  | Mauro Tassotti        |  |
| LB            | 4  | Alessandro Costacurta |  |
| CM            | 3  | Gianluca Gaudenzi     |  |
| CB            | 5  | Filippo Galli         |  |
| CB            | 6  | Franco Baresi         |  |
| RM            | 7  | Roberto Donadoni      |  |
| CM            | 8  | Carlo Ancelotti       |  |
| CF            | 9  | Daniele Massaro       |  |
| AM            | 10 | Ruud Gullit           |  |
| LM            | 11 | Alberigo Evani        |  |
| Substitutos:  |    |                       |  |
| GK            | 12 | Sebastiano Rossi      |  |
| DF            | 13 | Stefano Nava          |  |
| MF            | 15 | Frank Rijkaard        |  |
| MF            | 14 | Giovanni Stroppa      |  |
| FW            | 16 | Massimo Agostini      |  |
| Treinador:    |    |                       |  |
| Arrigo Sacchi |    |                       |  |

### 2ª mão
| 29 de novembro de 1990 | Milan                     | 2–0 | Sampdoria | Stadio Renato Dall'Ara, Bologna |
|                        | Gullit 44' · Rijkaard 76' |     |           |                                 |

|               |    |                       |  |
|               |    |                       |  |
| GK            | 1  | Andrea Pazzagli       |  |
| RB            | 2  | Mauro Tassotti        |  |
| LB            | 3  | Paolo Maldini         |  |
| CM            | 7  | Angelo Carbone        |  |
| CB            | 4  | Alessandro Costacurta |  |
| CB            | 6  | Franco Baresi         |  |
| RM            | 8  | Carlo Ancelotti       |  |
| CM            | 5  | Frank Rijkaard        |  |
| CF            | 9  | Massimo Agostini      |  |
| AM            | 10 | Ruud Gullit           |  |
| LM            | 11 | Alberigo Evani        |  |
| Substitutos:  |    |                       |  |
| GK            | 12 | Sebastiano Rossi      |  |
| DF            | 13 | Filippo Galli         |  |
| MF            | 14 | Gianluca Gaudenzi     |  |
| MF            | 15 | Giovanni Stroppa      |  |
| MF            | 16 | Roberto Donadoni      |  |
| Treinador:    |    |                       |  |
| Arrigo Sacchi |    |                       |  |

|                |    |                       |  |
|                |    |                       |  |
| GK             | 1  | Gianluca Pagliuca     |  |
| RB             | 2  | Marco Lanna           |  |
| LB             | 3  | Ivano Bonetti         |  |
| CM             | 4  | Fausto Pari           |  |
| CB             | 5  | Pietro Vierchowod     |  |
| CB             | 6  | Luca Pellegrini       |  |
| LM             | 11 | Alexei Mikhailichenko |  |
| CM             | 8  | Srecko Katanec        |  |
| CF             | 9  | Gianluca Vialli       |  |
| CF             | 10 | Roberto Mancini       |  |
| RM             | 7  | Attilio Lombardo      |  |
| Substitutos:   |    |                       |  |
| GK             | 12 | Giulio Nuciari        |  |
| MF             | 13 | Giuseppe Dossena      |  |
| DF             | 14 | Giovanni Invernizzi   |  |
| FW             | 15 | Umberto Calcagno      |  |
| FW             | 16 | Marco Branca          |  |
| Treinador:     |    |                       |  |
| Vujadin Boskov |    |                       |  |

### 1ª mão
| 1 de fevereiro de 1995 | Arsenal | 0–0 | Milan | Highbury, Londres |
|                        |         |     |       | Público: 38,044   |

|               |    |                  |  |     |
|               |    |                  |  |     |
| GK            | 1  | David Seaman     |  |     |
| RB            | 2  | Lee Dixon        |  |     |
| LB            | 3  | Nigel Winterburn |  |     |
| CM            | 4  | Stefan Schwarz   |  |     |
| CB            | 5  | Steve Bould      |  |     |
| CB            | 6  | Tony Adams       |  |     |
| CM            | 7  | John Jensen      |  | 85' |
| CF            | 8  | Ian Wright       |  |     |
| CF            | 9  | John Hartson     |  |     |
| CM            | 10 | Ian Selley       |  |     |
| CF            | 11 | Kevin Campbell   |  | 74' |
| Substitutos:  |    |                  |  |     |
| DF            | 12 | Martin Keown     |  |     |
| MF            | 13 | David Hillier    |  | 85' |
| MF            | 14 | Paul Merson      |  | 74' |
| MF            | 15 | Eddie McGoldrick |  |     |
| GK            | 16 | Vince Bartram    |  |     |
| Treinador:    |    |                  |  |     |
| George Graham |    |                  |  |     |

|               |    |                       |  |     |
|               |    |                       |  |     |
| GK            | 1  | Sebastiano Rossi      |  |     |
| RB            | 2  | Mauro Tassotti        |  |     |
| LB            | 3  | Paolo Maldini         |  |     |
| CM            | 4  | Demetrio Albertini    |  |     |
| CB            | 5  | Alessandro Costacurta |  |     |
| CB            | 6  | Franco Baresi         |  |     |
| RM            | 7  | Roberto Donadoni      |  |     |
| CM            | 8  | Marcel Desailly       |  |     |
| CF            | 9  | Marco Simone          |  |     |
| LM            | 10 | Dejan Savićević       |  | 89' |
| CF            | 11 | Daniele Massaro       |  |     |
| Substitutos:  |    |                       |  |     |
| GK            | 12 | Mario Ielpo           |  |     |
| DF            | 13 | Filippo Galli         |  |     |
| DF            | 14 | Stefano Nava          |  |     |
| MF            | 15 | Stefano Eranio        |  |     |
| FW            | 16 | Paolo Di Canio        |  | 89' |
| Treinador:    |    |                       |  |     |
| Fabio Capello |    |                       |  |     |

### 2ª mão
| 8 de fevereiro de 1995 | Milan                   | 2–0 | Arsenal | San Siro, Milan |
|                        | Boban 41' · Massaro 67' |     |         | Público: 23,953 |

|               |    |                       |  |     |
|               |    |                       |  |     |
| GK            | 1  | Sebastiano Rossi      |  |     |
| RB            | 2  | Mauro Tassotti        |  |     |
| LB            | 3  | Christian Panucci     |  |     |
| CM            | 4  | Demetrio Albertini    |  |     |
| CB            | 5  | Alessandro Costacurta |  |     |
| CB            | 6  | Franco Baresi         |  |     |
| RM            | 7  | Roberto Donadoni      |  |     |
| CM            | 8  | Marcel Desailly       |  |     |
| CM            | 9  | Zvonimir Boban        |  |     |
| LM            | 10 | Dejan Savićević       |  | 89' |
| CF            | 11 | Daniele Massaro       |  | 80' |
| Substitutos:  |    |                       |  |     |
| GK            | 12 | Mario Ielpo           |  |     |
| DF            | 13 | Filippo Galli         |  |     |
| MF            | 14 | Stefano Eranio        |  | 80' |
| FW            | 15 | Paolo Di Canio        |  | 89' |
| FW            | 16 | Alessandro Melli      |  |     |
| Treinador:    |    |                       |  |     |
| Fabio Capello |    |                       |  |     |

|               |    |                  |  |     |
|               |    |                  |  |     |
| GK            | 1  | David Seaman     |  |     |
| RB            | 2  | Lee Dixon        |  | 66' |
| LB            | 3  | Nigel Winterburn |  |     |
| CM            | 4  | Stefan Schwarz   |  |     |
| CB            | 5  | Steve Bould      |  |     |
| CB            | 6  | Tony Adams       |  |     |
| CF            | 7  | Kevin Campbell   |  | 76' |
| CF            | 8  | Ian Wright       |  |     |
| CF            | 9  | John Hartson     |  |     |
| CM            | 10 | Paul Merson      |  |     |
| CM            | 11 | Ian Selley       |  |     |
| Substitutos:  |    |                  |  |     |
| DF            | 12 | Martin Keown     |  | 76' |
| DF            | 13 | Andy Linighan    |  |     |
| MF            | 14 | John Jensen      |  |     |
| MF            | 15 | Ray Parlour      |  | 66' |
| GK            | 16 | Vince Bartram    |  |     |
| Treinador:    |    |                  |  |     |
| George Graham |    |                  |  |     |

### Supercopa da UEFA de 2003
| 29 de agosto | Milan          | 1–0 | Porto |                 |
| 20:45 CEST   | Shevchenko 10' |     |       | Público: 16,885 |

| Milan | Porto |

|                 |    |                   |     |     |
|                 |    |                   |     |     |
| GK              | 1  | Dida              |     |     |
| RB              | 14 | Dario Šimić       |     |     |
| CB              | 13 | Alessandro Nesta  |     |     |
| CB              | 3  | Paolo Maldini (c) |     |     |
| LB              | 26 | Giuseppe Pancaro  |     |     |
| RM              | 10 | Rui Costa         |     | 85' |
| CM              | 8  | Gennaro Gattuso   |     |     |
| CM              | 21 | Andrea Pirlo      | 83' |     |
| LM              | 20 | Clarence Seedorf  | 19' | 71' |
| CF              | 7  | Andriy Shevchenko |     | 76' |
| CF              | 9  | Filippo Inzaghi   |     |     |
| Substitutos:    |    |                   |     |     |
| GK              | 77 | Christian Abbiati |     |     |
| DF              | 2  | Cafu              |     | 85' |
| DF              | 24 | Martin Laursen    |     |     |
| MF              | 23 | Massimo Ambrosini | 90' | 71' |
| MF              | 27 | Serginho          |     |     |
| FW              | 11 | Rivaldo           |     | 76' |
| FW              | 15 | Jon Dahl Tomasson |     |     |
| Treinador:      |    |                   |     |     |
| Carlo Ancelotti |    |                   |     |     |

|               |    |                    |     |     |
|               |    |                    |     |     |
| GK            | 99 | Vítor Baía         |     |     |
| RB            | 22 | Paulo Ferreira     |     |     |
| CB            | 2  | Jorge Costa (c)    |     |     |
| CB            | 4  | Ricardo Carvalho   |     |     |
| LB            | 5  | Ricardo Costa      |     |     |
| DM            | 6  | Costinha           |     | 67' |
| CM            | 10 | Deco               |     |     |
| CM            | 18 | Maniche            | 90' |     |
| RW            | 15 | Dmitri Alenichev   |     | 75' |
| LW            | 11 | Derlei             |     |     |
| CF            | 77 | Benni McCarthy     |     | 60' |
| Substitutos:  |    |                    |     |     |
| GK            | 13 | Nuno               |     |     |
| DF            | 3  | Pedro Emanuel      |     |     |
| DF            | 17 | José Bosingwa      |     | 67' |
| DF            | 30 | Mário Silva        |     |     |
| MF            | 23 | Pedro Mendes       |     |     |
| MF            | 25 | Ricardo Fernandes  | 86' | 75' |
| FW            | 9  | Edgaras Jankauskas |     | 60' |
| Treinador:    |    |                    |     |     |
| José Mourinho |    |                    |     |     |

| Melhor em campo: Andriy Shevchenko (Milan) Árbitro: Graham Barber Assistentes: David Babski David Bryan Quarto árbitro: Uriah Rennie |

### Supercopa da UEFA de 2007
| 31 de agosto | Milan                                                  | 3 – 1     | Sevilla    | Stade Louis II, Mónaco                     |
| 19:45 UTC+0  | Filippo Inzaghi 55' · Marek Jankulovski 62' · Kaká 87' | Relatório | Renato 14' | Público: 17 822 Árbitro: AUT Konrad Plautz |

| Milan | Sevilla |

|                 |    |                   |    |     |
|                 |    |                   |    |     |
| GK              | 1  | Dida              |    |     |
| RB              | 44 | Massimo Oddo      |    |     |
| CB              | 4  | Kakha Kaladze     |    |     |
| CB              | 13 | Alessandro Nesta  |    |     |
| LB              | 18 | Marek Jankulovski |    |     |
| DM              | 23 | Massimo Ambrosini |    |     |
| CM              | 8  | Gennaro Gattuso   | 7' | 73' |
| CM              | 21 | Andrea Pirlo      |    |     |
| AM              | 10 | Seedorf           |    | 89' |
| SS              | 22 | Kaká              |    |     |
| CF              | 9  | Filippo Inzaghi   |    | 88' |
| Substitutos:    |    |                   |    |     |
| GK              | 16 | Zeljko Kalac      |    |     |
| DF              | 2  | Cafu              |    |     |
| DF              | 19 | Giuseppe Favalli  |    |     |
| DF              | 25 | Daniele Bonera    |    |     |
| MF              | 5  | Emerson           |    | 73' |
| MF              | 32 | Cristian Brocchi  |    | 89' |
| FW              | 11 | Gilardino         |    | 88' |
| Treinador:      |    |                   |    |     |
| Carlo Ancelotti |    |                   |    |     |

|              |    |                    |     |     |
|              |    |                    |     |     |
| GK           | 1  | Andrés Palop       |     |     |
| RB           | 4  | Daniel Alves       |     |     |
| CB           | 8  | Christian Poulsen  | 70' |     |
| CB           | 14 | Julien Escudé      |     | 83' |
| LB           | 3  | Ivica Dragutinović |     |     |
| RM           | 7  | Jesús Navas        |     |     |
| CM           | 18 | José Luis Martí    |     | 65' |
| CM           | 21 | Keita              |     |     |
| LM           | 5  | Duda               | 68' | 74' |
| SS           | 11 | Renato             |     |     |
| CF           | 12 | Frédéric Kanouté   |     |     |
| Substitutos: |    |                    |     |     |
| GK           | 13 | Morgan De Sanctis  |     |     |
| DF           | 15 | Aquivaldo Mosquera |     |     |
| MF           | 17 | Diego Capel        |     |     |
| MF           | 25 | Enzo Maresca       |     | 74' |
| FW           | 9  | Alexander Kerjakov |     | 65' |
| FW           | 10 | Luís Fabiano       |     | 83' |
| FW           | 20 | Tom De Mul         |     |     |
| Treinador:   |    |                    |     |     |
| Juande Ramos |    |                    |     |     |